# Tobias Brenner (Politiker)
Tobias Brenner (* 13. November 1961 in Kuppingen) ist ein deutscher Jurist und Politiker (SPD).

## Leben und Beruf
Nach dem Abitur 1981 in Herrenberg besuchte Brenner das Sprachenkolleg der Evangelischen Landeskirche in Württemberg in Stuttgart, studierte Rechtswissenschaft, Evangelische Theologie und Geschichte in Tübingen und wurde 1994 promoviert. 1993/94 war er Staatsanwalt bei der Staatsanwaltschaft Stuttgart, danach Persönlicher Referent des Staatssekretärs im Arbeits- und Sozialministerium Baden-Württemberg und schließlich 1995/96 Persönlicher Referent des Wirtschaftsministers Dieter Spöri. Von 1996 bis 2005 war Brenner Richter und von 2005 bis 2009 Vorsitzender Richter am Landgericht Stuttgart. Seit 2011 ist er Direktor des Amtsgerichts Böblingen.
Tobias Brenner hat einen Sohn.

## Politik
Brenner wurde 1984 in den Gemeinderat von Herrenberg gewählt, dem er bis 2009 angehörte. Darüber hinaus wurde er 1999 Kreisrat des Landkreises Böblingen und übernahm 2009 den Vorsitz der SPD-Fraktion im Kreistag. Von 1996 bis 2007 war er Vorsitzender des SPD-Kreisverbands. 1998 kandidierte er erfolglos für den Deutschen Bundestag. Am 1. Januar 2010 rückte Brenner für Birgit Kipfer als Abgeordneter in den Landtag von Baden-Württemberg nach (Wahlkreis 6 (Leonberg)). Bei der Landtagswahl 2011 verfehlte er den Wiedereinzug in den Landtag.